# 郭奕芯
郭奕芯（1995年11月22日—），香港藝人、演員和節目主持，出道代表作《同班同學》、《鬼網》、《拳道》、《非分熟女》等。

## 簡介
13歲就讀匯知中學時曾參加2009年「Yes!! 全港校花選舉」獲得全港甜美校花。14歲時被邀請簽約做模特兒，2012年獲邀加入北京AG娛樂華人女團Angel girl，于中國發佈會當日首唱更獲周杰倫力挺，方文山首度招收「開門弟子」，2014年同期間出過三本寫真集，
2015年，郭奕芯簽約Royal Management並參與電影拍攝，19歲參演導演彭浩翔監製電影《同班同學》，擔任第一女主角。該電影成為東京國際電影節開幕電影及亞洲未來組別競賽作品、金馬國際影展亞洲影評人協會獎（NETPAC獎）單元競賽作品、斯德哥爾摩電影節競賽作品、波蘭華沙五味影展新亞洲電影單元競賽作品、香港亞洲電影投資會HAF獎，香港亞洲電影投資會愛奇藝選擇獎。不過幾個月之後公司都未曾給她做任何工作。2016年簽約獨立經理公司三雅士製作繼續發展，2018年合約完滿後在2019年加盟英皇娛樂集團。
2017年，郭奕芯被夏雨相中，擔任驚悚片《鬼網》女主角，同年電影《同囚》上映，當中飾演香港演員關楚耀之妻。同年在網絡劇《反黑》飾演柯受良兒仔柯有倫女友，戲份頗多。2017年客串《春嬌救志明》，2018年初客串彭浩翔監製電影《是日公映》，同拍攝《拳道》做女主角，拍檔係香港動作演員陳國坤。
2018年拍攝英皇電影《非分熟女》，與台灣影帝及視帝吳慷仁有對手戲。其後因為演技被賞識而加入英皇娛樂集團。同年參與彭浩翔導演及《春嬌與志明》班底的2019年賀歲電影《恭喜八婆》，之後在ViuTV電視劇《好人好姐》飾演JoJo。簽約加盟英皇娛樂後，馬上接拍《墮落花》飾演關智斌助手June，電影被選為香港亞洲電影節隆重呈現環節，及葉念琛作品《我的筍盤男友》及客串《Baby復仇記》，ViuTV邀請拍2019年新烹飪節目《辣伙頭》及2020年第二季的《辣伙頭。開火》。2020年主演電影《女子監獄》飾豆釘，同年更主持英皇娛樂頻道-冤枉娛樂《明冤暗枉補習社》綜藝節目，獲多位藝人參與當嘉賓。
2021年起，拍攝ViuTV晚吹系列新節目星期二的「戀講嘢」當主持，內容以探討女性愛情經歷為主，全方位以貼地、刻薄、保守、豪放四個不同視覺，為現場嘉賓提供意見，排難解紛及拆開愛情枷鎖。
2021年在ViuTV節目「七救星」節目中擔當其中一集嘉賓，更成七仙羽師傅在螢幕首次收的入室徒弟。同年拍攝ViuTV劇集《太平紋身店》第八，九集主角飾穎欣，亦拍攝網絡劇《女法醫》其一單元主演。主演電影《PTGF出租女友》，主演電影《源生罪》飾任達華的女兒晴晴。2021年年尾主持拍攝「七救星」續集，2022年農曆新年賀歲節目「七福星」，拍着師傅七仙羽一齊出鏡。年尾拍攝天下一製作電影《猛鬼3寶》飾演其一單元女主角，拍檔為《試當真》藝人蘇致豪及許賢。更被歌手張敬軒在《軒公敲碗之軒公不設防》節目內讚賞為當代女神最漂亮女星。
2022年11月起，參與拍攝《打天下2》。

## 演出

### 電影
- 2015年：《壹獄壹世界》 飾 呂文積女友 - 特別介紹
- 2015年：《同班同學》 飾 林婉靜 - 女主角
- 2017年：《同囚》飾 詩曼 - 女主角
- 2017年：《鬼網》—《好鄰居》飾 陳慧 - 女主角
- 2017年：《春嬌救志明》（客串）
- 2017年：《少女龍婆》飾 雪梨 - 女主角
- 2018年：《拳道》飾 卓蔚 - 女主角
- 2018年：《是日公映》（客串）
- 2018年：《非分熟女》飾 蓉蓉 - 主演
- 2018年：《恭喜八婆》飾 Irene
- 2019年：《墮落花》飾 June - 主演
- 2020年：《我的筍盤男友》飾 Pauline - 主演
- 2021年：《不日成婚》- 客串
- 2021年：《＃PTGF出租女友》- 主演 飾 - 波波
- 2021年：《源生罪》- 主演 飾 - 樊嘉晴
- 2022年：《猛鬼3寶》飾 凌乃瑤 - 第二單元女主角
- 2023年：《12日》飾 空中服務員
- 2023年：《女子監獄》飾 李思瑜 - 主演
- 2023年：《夜校》飾 Miss高高

### 電視劇
- 2017年：《反黑》飾 李伶
- 2018年：《真的你，假的我》飾 小美
- 2021年：《太平紋身店》第八，九集主角 飾 穎欣
- 2022年：《女法醫JD》- 第二集單元主角- 黃嘉琪
- 2024年：《打天下2》飾 SaLing

### 電台／電視節目
- 2015年：《口水多過浪花》 嘉賓
- 2015年：《娛樂旗艦店》嘉賓
- 2015年：《吾係自己人》嘉賓
- 2017年：《電影男女》主持
- 2017年：《文人多說話》嘉賓
- 2017年：《公子會》嘉賓
- 2017年：《Big Boys Club》嘉賓
- 2018年：《A1娱樂頭》嘉賓
- 2020年：《天天開運王》嘉賓(第2集)
- 2020年：《今日VIP》嘉賓
- 2020年：《#後生仔傾吓偈》嘉賓
- 2020年：《辣伙頭》參賽者
- 2020年：《辣伙頭·開火》參賽者
- 2020年：《英皇娛樂頻道-冤枉娛樂(明冤暗枉補習社)》主持
- 2021年：《七救星》嘉賓
- 2021年：《晚吹 - 戀講嘢》主持
- 2021年：《台灣乜都拜》第9-10集嘉賓
- 2021年：《囝囝女女730》第200集嘉賓
- 2022年：《七福星》主持
- 2022年：《MM730》嘉賓
- 2022年：《金像玩家》第四集嘉賓

### 廣告
- 2015年：《Genesis Today》 - 形象大使
- 2022年：菌敵寶消毒噴霧[16]

### 雜誌
- 2016年：《TVB周刊》- 電影檔案
- 2016年：《U Magazine》- Special
- 2016年：《Touch Magazine》
- 2016年：《新地》- 星惜天下
- 2016年：《Milk Magazine》- 專訪
- 2016年：《新婚通信》 - 封面
- 2016年：《Ketchup Magazine 》- Supreme Model
- 2017年：《明周》- 娛樂放題
- 2017年：《筍報》- 封面
- 2017年：《JET Magazine》- 二十歲之後
- 2017年：《ESQUIRE Magazine》- 名人專訪 - 抓住流星的尾巴

### MV
- 2021年：《最後一次》THE LAST TIME / 張子丰 Fred Cheung [Official MV 劇場版]
- 2021年：【極限Took My Heart】(電影版) - 4KHD - Andrew Pong 龐景峰 ft. 任達華(Simon Yam)，鄧月平(Larine Tang)，郭奕芯(Ashina Kwok)

## 外部連結
- 郭奕芯的Instagram帳戶
- 郭奕芯的Facebook專頁
- 郭奕芯的新浪微博
- 郭奕芯在时光网上的簡介（简体中文）
- 郭奕芯在豆瓣上的资料（简体中文）
- 郭奕芯在香港影庫上的簡介